# Vorwahl 05 (Deutschland)
Der Vorwahlbereich 05 umfasst als einer von acht geografischen Vorwahlbereichen in Deutschland die Ortsnetzkennzahlen für Gemeinden aus dem Raum Nordrhein-Westfalen (Ost, Nord), Niedersachsen (Nord, Ost, Mitte, Süd) und Hessen (Nord). Die Zentralvermittlungsstelle (ZVSt) für den Bereich befand sich in Hannover.
Ortsnamen in Fettschrift bezeichnen die Standorte der ehemaligen Knotenvermittlungsstellen (KVSt).

## 050/051 – Hannover und Umgebung
- 0500 geplant für Verlegung von 0137[1]
- 0502 Bereich Nienburg
  - 05021 Nienburg/Weser
  - 05022 Wietzen
  - 05023 Liebenau
  - 05024 Rohrsen
  - 05025 Estorf
  - 05026 Steimbke
  - 05027 Linsburg
  - 05028 Pennigsehl

- 0503 Bereich Wunstorf
  - 05031 Wunstorf
  - 05032 Neustadt am Rübenberge
  - 05033 Hagenburg; Wunstorf: Stadtteile Großenheidorn und Steinhude
  - 05034 Neustadt am Rübenberge: Stadtteil Hagen
  - 05035 Barsinghausen: Stadtteil Groß Munzel
  - 05036 Neustadt am Rübenberge: Stadtteil Schneeren
  - 05037 Rehburg-Loccum: Ortsteil Bad Rehburg

- 0504 Bereich Springe
  - 05041 Springe
  - 05042 Bad Münder am Deister
  - 05043 Lauenau
  - 05044 Springe: Stadtteil Stadt Eldagsen
  - 05045 Springe: Stadtteile Bennigsen, Gestorf und Lüdersen

- 0505 Bereich Bergen
  - 05051 Bergen
  - 05052 Südheide: Ortsteil Hermannsburg
  - 05053 Faßberg: Ortsteil Müden
  - 05054 Bergen: Ortsteil Sülze
  - 05055 Faßberg
  - 05056 Winsen (Aller): Ortsteil Meißendorf

- 0506 Umland Hildesheim
  - 05060 Bad Salzdetfurth: Ortsteil Bodenburg
  - 05062 Holle
  - 05063 Bad Salzdetfurth
  - 05064 Bad Salzdetfurth: Ortsteil Groß Düngen
  - 05065 Sibbesse
  - 05066 Sarstedt
  - 05067 Bockenem
  - 05068 Elze
  - 05069 Nordstemmen

- 0507 Bereich Schwarmstedt
  - 05071 Schwarmstedt
  - 05072 Neustadt am Rübenberge: Stadtteil Mandelsloh
  - 05073 Neustadt am Rübenberge: Stadtteil Esperke
  - 05074 Rodewald

- 0508 Umland Celle
  - 05082 Langlingen
  - 05083 Hohne
  - 05084 Hambühren
  - 05085 Adelheidsdorf; Burgdorf: Ort Ehlershausen im Ortsteil Ramlingen-Ehlershausen
  - 05086 Celle: Stadtteile Garßen und Scheuen

- 0510 Umland Hannover
  - 05101 Pattensen
  - 05102 Laatzen
  - 05103 Wennigsen (Deister)
  - 05105 Barsinghausen
  - 05108 Gehrden
  - 05109 Ronnenberg

- 0511 Hannover; Langenhagen
- 0512 Bereich Hildesheim
  - 05121 Hildesheim
  - 05123 Schellerten
  - 05126 Algermissen
  - 05127 Harsum
  - 05128 Hohenhameln
  - 05129 Söhlde

- 0513 Bereich Garbsen
  - 05130 Wedemark; Lindwedel
  - 05131 Garbsen; Wedemark: Ortsteil Resse
  - 05132 Lehrte; Sehnde: Ortsteile Höver und Ilten
  - 05135 Burgwedel: Stadtteil Fuhrberg
  - 05136 Burgdorf
  - 05137 Seelze
  - 05138 Sehnde
  - 05139 Burgwedel

- 0514 Bereich Celle
  - 05141 Celle
  - 05142 Eschede
  - 05143 Winsen (Aller)
  - 05144 Wathlingen
  - 05145 Beedenbostel
  - 05146 Wietze; Winsen (Aller): Ortsteile Bannetze und Thören
  - 05147 Uetze: Ortsteil Hänigsen
  - 05148 Steinhorst
  - 05149 Wienhausen

- 0515 Bereich Hameln, Weserbergland
  - 05151 Hameln
  - 05152 Hessisch Oldendorf
  - 05153 Salzhemmendorf
  - 05154 Aerzen
  - 05155 Emmerthal
  - 05156 Coppenbrügge
  - 05157 Emmerthal: Ortsteil Börry
  - 05158 Hessisch Oldendorf: Ortsteil Hemeringen
  - 05159 Coppenbrügge: Ortsteil Bisperode

- 0516 Bereich Walsrode
  - 05161 Walsrode
  - 05162 Bad Fallingbostel
  - 05163 Bad Fallingbostel: Ortsteil Dorfmark
  - 05164 Hodenhagen
  - 05165 Rethem (Aller)
  - 05166 Walsrode: Stadtteil Kirchboitzen
  - 05167 Walsrode: Stadtteil Westenholz
  - 05168 Walsrode: Stadtteil Stellichte

- 0517 Bereich Peine
  - 05171 Peine
  - 05172 Ilsede
  - 05173 Uetze
  - 05174 Ilsede: Ortsteile der ehemaligen Gemeinde Lahstedt
  - 05175 Lehrte: Ortsteile Arpke, Hämelerwald, Immensen und Sievershausen
  - 05176 Edemissen
  - 05177 Edemissen: Ortsteile Abbensen und Oelerse; Uetze: Ortsteil Dollbergen

- 0518 Bereich Alfeld (Leine)
  - 05181 Alfeld (Leine)
  - 05182 Gronau (Leine)
  - 05183 Lamspringe
  - 05184 Freden
  - 05185 Duingen
  - 05186 Salzhemmendorf: Ortsteile Thüste und Wallensen
  - 05187 Delligsen

- 0519 Bereich Soltau
  - 05190 Soltau: Ortsteil Emmingen
  - 05191 Soltau
  - 05192 Munster
  - 05193 Schneverdingen
  - 05194 Bispingen
  - 05195 Neuenkirchen
  - 05196 Wietzendorf
  - 05197 Soltau: Ortsteil Frielingen
  - 05198 Schneverdingen: Ortsteil Wintermoor
  - 05199 Schneverdingen: Ortsteil Heber

## 052 – Bielefeld und Umgebung
- 0520 Umland Bielefeld
  - 05201 Halle (Westf.)
  - 05202 Oerlinghausen, Leopoldshöhe Ortsteil Asemissen und Ubbedissen (Bielefelder Stadtbezirk)
  - 05203 Werther (Westf.)
  - 05204 Steinhagen
  - 05205 Bielefeld: Stadtbezirk Sennestadt
  - 05206 Bielefeld: Stadtbezirk Jöllenbeck; Spenge-Nagelsholz
  - 05207 Schloß Holte-Stukenbrock
  - 05208 Leopoldshöhe
  - 05209 Gütersloh: Stadtteil Friedrichsdorf

- 0521 Bielefeld
- 0522 Bereich Herford
  - 05221 Herford; Hiddenhausen: Ortsteile Lippinghausen, Oetinghausen, Schweicheln-Bermbeck und Sundern
  - 05222 Bad Salzuflen
  - 05223 Bünde; Hiddenhausen: Ortsteile Eilshausen und Hiddenhausen; Kirchlengern
  - 05224 Enger; Hiddenhausen: Häuser am oberen Steinbecker Weg
  - 05225 Spenge; Enger, Westliche Hälfte des Ortsteils Westerenger
  - 05226 Melle: Stadtteil Bruchmühlen; Rödinghausen: Ortsteil Bruchmühlen
  - 05228 Vlotho: Stadtteil Exter

- 0523 Bereich Detmold
  - 05231 Detmold
  - 05232 Lage
  - 05233 Steinheim
  - 05234 Horn-Bad Meinberg
  - 05235 Blomberg
  - 05236 Blomberg: Ortsteil Großenmarpe
  - 05237 Augustdorf
  - 05238 Nieheim: Stadtteil Himmighausen

- 0524 Bereich Gütersloh
  - 05241 Gütersloh
  - 05242 Rheda-Wiedenbrück
  - 05244 Rietberg
  - 05245 Herzebrock-Clarholz
  - 05246 Verl
  - 05247 Harsewinkel
  - 05248 Langenberg

- 0525 Bereich Paderborn
  - 05250 Delbrück
  - 05251 Paderborn; Borchen: Ortsteile Alfen, Kirchborchen, Nordborchen uns Schloss Hamborn
  - 05252 Bad Lippspringe; Paderborn: Stadtbezirke Benhausen, Marienloh und Neuenbeken; Schlangen
  - 05253 Bad Driburg
  - 05254 Paderborn: Stadtteile Elsen, Sande, Schloß Neuhaus und Sennelager
  - 05255 Altenbeken; Horn-Bad Meinberg: Stadtteil Kempen
  - 05257 Hövelhof
  - 05258 Salzkotten
  - 05259 Bad Driburg: Stadtteile Dringenberg, Kühlsen und Neuenheerse; Lichtenau: Stadtteil Herbram-Wald

- 0526 Bereich Lemgo
  - 05261 Lemgo
  - 05262 Extertal
  - 05263 Barntrup
  - 05264 Kalletal
  - 05265 Dörentrup
  - 05266 Lemgo: Ortsteil Kirchheide

- 0527 Bereich Höxter
  - 05271 Höxter; Boffzen; Fürstenberg
  - 05272 Brakel
  - 05273 Beverungen; Derental; Lauenförde
  - 05274 Bad Driburg: Ortsteil Pömbsen; Nieheim
  - 05275 Höxter: Ortsteil Ottbergen
  - 05276 Marienmünster
  - 05277 Höxter: Ortsteile Bödexen und Fürstenau
  - 05278 Höxter: Ortsteil Ovenhausen

- 0528 Bereich Bad Pyrmont
  - 05281 Bad Pyrmont; Lügde
  - 05282 Schieder-Schwalenberg
  - 05283 Lügde: Ortsteil Rischenau
  - 05284 Schieder-Schwalenberg: Stadtteil Schwalenberg
  - 05285 Bad Pyrmont: Ortsteile Baarsen, Eichenborn, Großenberg und Kleinenberg
  - 05286 Ottenstein

- 0529 Umland Paderborn
  - 05292 Borchen: Ortsteil Etteln; Lichtenau: Stadtteile Atteln (Stadtteil der Stadt Lichtenau), Henglarn und Husen
  - 05293 Borchen: Ortsteil Dörenhagen; Paderborn: Stadtbezirk Dahl
  - 05294 Hövelhof: Ortsteil Espeln
  - 05295 Lichtenau

## 053 – Braunschweig und Umgebung
- 0530 Umland von Braunschweig
  - 05300 Salzgitter: Stadtteile Sauingen und Üfingen
  - 05301 Lehre: Ortsteil Essenrode
  - 05302 Vechelde
  - 05303 Wendeburg
  - 05304 Meine
  - 05305 Sickte
  - 05306 Cremlingen
  - 05307 Braunschweig: Stadtteil Wenden
  - 05308 Lehre
  - 05309 Lehre: Ortsteil Wendhausen

- 0531 Braunschweig

- 0532 Bereich Goslar
  - 05320 Clausthal-Zellerfeld: Ort Torfhaus in der Ortschaft Bergstadt Altenau-Schulenberg im Oberharz
  - 05321 Goslar
  - 05322 Bad Harzburg
  - 05323 Clausthal-Zellerfeld
  - 05324 Goslar: Stadtteil Vienenburg
  - 05325 Goslar: Ort Hahnenklee im Stadtteil Hahnenklee-Bockswiese
  - 05326 Langelsheim
  - 05327 Bad Grund (Harz)
  - 05328 Clausthal-Zellerfeld: Ort Altenau in der Ortschaft Bergstadt Altenau-Schulenberg im Oberharz
  - 05329 Clausthal-Zellerfeld: Ort Schulenberg im Oberharz in der Ortschaft Bergstadt Altenau-Schulenberg im Oberharz

- 0533 Bereich Wolfenbüttel
  - 05331 Wolfenbüttel
  - 05332 Schöppenstedt
  - 05333 Dettum
  - 05334 Schladen-Werla: Ortsteil Stadt Hornburg
  - 05335 Schladen-Werla: Ortsteil Schladen
  - 05336 Remlingen-Semmenstedt: Ortsteil Semmenstedt
  - 05337 Kissenbrück
  - 05339 Salzgitter: Gut Nienrode im Stadtteil Ohlendorf; Schladen-Werla: Ortsteil Gielde

- 0534 Bereich Salzgitter
  - 05341 Salzgitter
  - 05344 Lengede
  - 05345 Baddeckenstedt
  - 05346 Liebenburg
  - 05347 Burgdorf

- 0535 Bereich Helmstedt
  - 05351 Helmstedt
  - 05352 Schöningen
  - 05353 Königslutter am Elm
  - 05354 Jerxheim
  - 05355 Frellstedt
  - 05356 Helmstedt: Ortsteil Barmke
  - 05357 Grasleben
  - 05358 Bahrdorf: Ortsteil Mackendorf

- 0536 Bereich Wolfsburg
  - 05361 Wolfsburg
  - 05362 Wolfsburg: Stadtteil Fallersleben
  - 05363 Wolfsburg: Stadtteil Vorsfelde
  - 05364 Velpke
  - 05365 Wolfsburg: Stadtteil Neindorf
  - 05366 Jembke
  - 05367 Rühen

- 0537 Bereich Gifhorn
  - 05371 Gifhorn; Sassenburg
  - 05372 Meinersen
  - 05373 Leiferde
  - 05374 Isenbüttel
  - 05375 Müden (Aller)
  - 05376 Wesendorf
  - 05377 Ehra-Lessien
  - 05378 Sassenburg: Ortsteil Neudorf-Platendorf
  - 05379 Sassenburg: Ortsteil Grußendorf

- 0538 Bereich Seesen
  - 05381 Seesen
  - 05382 Bad Gandersheim
  - 05383 Langelsheim: Ortsteil Lutter am Barenberge
  - 05384 Seesen: Stadtteil Rhüden

## 054 – Osnabrück und Umgebung
- 0540 Umkreis Osnabrück
  - 05401 Georgsmarienhütte
  - 05402 Bissendorf
  - 05403 Bad Iburg
  - 05404 Lotte, Westerkappeln
  - 05405 Hasbergen
  - 05406 Belm
  - 05407 Wallenhorst
  - 05409 Hilter am Teutoburger Wald

- 0541 Osnabrück

- 0542 Bereich Dissen am Teutoburger Wald, Melle, Versmold
  - 05421 Dissen am Teutoburger Wald
  - 05422 Melle
  - 05423 Versmold
  - 05424 Bad Laer; Bad Rothenfelde; Hilter am Teutoburger Wald
  - 05425 Borgholzhausen
  - 05426 Glandorf
  - 05427 Melle: Stadtteil Buer
  - 05428 Melle: Stadtteil Neuenkirchen
  - 05429 Melle: Stadtteil Wellingholzhausen

- 0543 Bereich Artland
  - 05431 Quakenbrück
  - 05432 Löningen
  - 05433 Badbergen
  - 05434 Essen (Oldenburg)
  - 05435 Berge, Bippen
  - 05436 Nortrup, Kettenkamp
  - 05437 Menslage
  - 05438 Essen (Oldenburg): Ortsteile Addrup und Gut Lage, Bakum: Ortsteil Lüsche
  - 05439 Bersenbrück, Gehrde

- 0544 Bereich Diepholz
  - 05441 Diepholz
  - 05442 Barnstorf, Eydelstedt, Süd-Drentwede
  - 05443 Lemförde, Hüde, Marl, Stemshorn, Quernheim, Brockum
  - 05444 Wagenfeld, Düversbruch (Rehden, Hemsloh)
  - 05445 Drebber, Dickel, Spreckel (Wetschen)
  - 05446 Rehden, Hemsloh, Wetschen, Süd-Dickel
  - 05447 Lembruch, Hüde, Nord-Brockum, Süd-Diepholz, Düversbruch (Wetschen)
  - 05448 Barver, Freistatt, Süd-Eydelstedt, Wehrblecker Heide

- 0545 Bereich Ibbenbüren, nördliches Tecklenburger Land
  - 05451 Ibbenbüren
  - 05452 Mettingen
  - 05453 Recke
  - 05454 Hörstel: Stadtteil Riesenbeck
  - 05455 Tecklenburg: Stadtteil Brochterbeck
  - 05456 Westerkappeln: Siedlung Velpe in der Bauerschaft Hambüren
  - 05457 Hopsten: Ortsteil Schale
  - 05458 Hopsten, Schapen
  - 05459 Hörstel

- 0546 Bereich Bramsche
  - 05461 Bramsche
  - 05462 Ankum, Eggermühlen
  - 05464 Alfhausen, Rieste
  - 05465 Neuenkirchen
  - 05466 Merzen
  - 05467 Voltlage
  - 05468 Bramsche: Ortsteil Engter

- 0547 Bereich Bohmte
  - 05471 Bohmte
  - 05472 Bad Essen
  - 05473 Ostercappeln
  - 05474 Stemwede: Ortsteil Dielingen
  - 05475 Bohmte: Ortsteil Hunteburg
  - 05476 Ostercappeln: Ortsteil Venne

- 0548 Bereich Lengerich (Westfalen), südliches Tecklenburger Land
  - 05481 Lengerich
  - 05482 Tecklenburg
  - 05483 Lienen
  - 05484 Lienen: Ortsteil Kattenvenne
  - 05485 Ladbergen

- 0549 Bereich Damme (Dümmer)
  - 05491 Damme
  - 05492 Steinfeld (Oldenburg)
  - 05493 Neuenkirchen-Vörden
  - 05494 Holdorf
  - 05495 Neuenkirchen-Vörden: Ortsteil Vörden

## 055 – Göttingen und Umgebung
- 0550 Umland Göttingen
  - 05502 Dransfeld
  - 05503 Moringen: Ortsteil Großenrode; Nörten-Hardenberg
  - 05504 Friedland; Neu-Eichenberg
  - 05505 Hardegsen
  - 05506 Adelebsen; Uslar: Ortsteil Offensen
  - 05507 Ebergötzen; Landolfshausen; Seeburg; Seulingen; Waake
  - 05508 Gleichen: Ortsteile Beienrode, Benniehausen, Etzenborn, Gelliehausen, Groß Lengden, Kerstlingerode, Klein Lengden, Rittmarshausen, Sattenhausen, Weißenborn und Wöllmarshausen
  - 05509 Rosdorf

- 0551 Göttingen; Bovenden: Ortsteil Bovenden; Gleichen: Ortsteil Diemarden

- 0552 Bereich Braunlage
  - 05520 Braunlage
  - 05521 Herzberg am Harz
  - 05522 Osterode am Harz
  - 05523 Bad Sachsa
  - 05524 Bad Lauterberg im Harz
  - 05525 Walkenried
  - 05527 Duderstadt
  - 05528 Gieboldehausen
  - 05529 Rhumspringe

- 0553 Bereich Holzminden
  - 05531 Holzminden; Bevern; Höxter: Ortsteil Stahle
  - 05532 Stadtoldendorf
  - 05533 Bodenwerder
  - 05534 Eschershausen
  - 05535 Polle
  - 05536 Holzminden: Ortsteil Neuhaus im Solling

- 0554 Bereich Hann. Münden
  - 05541 Hann. Münden, Fuldatal: Ortsteil Wilhelmshausen
  - 05542 Neu-Eichenberg: Ortsteil Eichenberg; Witzenhausen
  - 05543 Staufenberg
  - 05544 Reinhardshagen
  - 05545 Hann. Münden: Ortsteil Hedemünden
  - 05546 Scheden

- 0555 Bereich Northeim
  - 05551 Northeim
  - 05552 Katlenburg-Lindau
  - 05553 Kalefeld
  - 05554 Moringen
  - 05555 Moringen: Stadtteil Fredelsloh
  - 05556 Lindau

- 0556 Bereich Einbeck
  - 05561 Einbeck
  - 05562 Dassel: Ortsteil Markoldendorf
  - 05563 Einbeck: Ortsteil Kreiensen
  - 05564 Dassel
  - 05565 Einbeck: Ortsteil Wenzen

- 0557 Bereich Uslar
  - 05571 Uslar; Wahlsburg: Ortsteil Vernawahlshausen
  - 05572 Bodenfelde; Wahlsburg: Ortsteil Lippoldsberg
  - 05573 Uslar: Ortsteile Delliehausen, Gierswalde, Schlarpe und Volpriehausen
  - 05574 Oberweser; Uslar: Ortsteil Fürstenhagen

- 0558 Südlicher Harz
  - 05582 Braunlage: Stadtteil Sankt Andreasberg
  - 05583 Braunlage: Stadtteil Hohegeiß
  - 05584 Hattorf am Harz
  - 05585 Herzberg am Harz: Ortsteil Sieber
  - 05586 Wieda

- 0559 Bereich Göttingen
  - 05592 Gleichen: Ortsteile Bischhausen, Bremke, Ischenrode und Reinhausen
  - 05593 Bovenden: Ortsteile Emmenhausen, Harste und Lenglern
  - 05594 Bovenden: Ortsteile Billingshausen, Eddigehausen, Reyershausen und Spanbeck; Nörten-Hardenberg Ortsteil Sudershausen

## 056 – Kassel und Umgebung
- 0560 Umland Kassel
  - 05601 Baunatal: Stadtteil Großenritte; Schauenburg
  - 05602 Helsa: Ortsteil Eschenstruth; Hessisch Lichtenau
  - 05603 Edermünde: Ortsteil Besse; Gudensberg; Niedenstein: Stadtteile Kirchberg und Metze
  - 05604 Großalmerode; Helsa: Ortsteil Wickenrode
  - 05605 Kaufungen
  - 05606 Habichtswald; Zierenberg
  - 05607 Fuldatal: Ortsteile Rothwesten, Knickhagen, Wahnhausen
  - 05608 Söhrewald
  - 05609 Ahnatal

- 0561 Kassel; Baunatal: Stadtteile Altenbauna, Altenritte, Kirchbauna und Rengershausen; Vellmar; Fuldatal: Ortsteile Ihringshausen, Simmershausen

- 0562 Bereich Bad Wildungen
  - 05621 Bad Wildungen
  - 05622 Fritzlar
  - 05623 Edertal; Waldeck: Stadtteil Waldeck
  - 05624 Bad Emstal; Niedenstein: Stadtteile Ermetheis und Wichdorf
  - 05625 Naumburg
  - 05626 Bad Zwesten

- 0563 Bereich Korbach, Waldecker Land
  - 05631 Korbach
  - 05632 Willingen (Upland)
  - 05633 Diemelsee
  - 05634 Waldeck: Stadtteile Alraft, Freienhagen, Netze, Nieder-Werbe, Ober-Werbe, Sachsenhausen und Selbach
  - 05635 Vöhl
  - 05636 Lichtenfels: Stadtteile Fürstenberg, Goddelsheim, Immighausen und Rhadern

- 0564 Bereich Warburg
  - 05641 Warburg
  - 05642 Diemelstadt: Stadtteil Wrexen; Warburg: Stadtteile Bonenburg, Hardehausen, Nörde, Ossendorf, Rimbeck (Warburg) und Scherfede; Willebadessen: Ortsteile Borlinghausen und Ikenhausen
  - 05643 Borgentreich
  - 05644 Willebadessen: Ortsteil Peckelsheim
  - 05645 Borgentreich: Ortsteil Borgholz
  - 05646 Willebadessen: Ortsteil Altenheerse
  - 05647 Lichtenau: Stadtteil Kleinenberg
  - 05648 Brakel: Ortsteil Gehrden, Siddessen und Schmechten

- 0565 Bereich Eschwege, Meißner
  - 05650 Cornberg
  - 05651 Eschwege; Meinhard
  - 05652 Bad Sooden-Allendorf; Berkatal: Ortsteil Hitzerode
  - 05653 Sontra
  - 05654 Herleshausen
  - 05655 Wanfried
  - 05656 Waldkappel
  - 05657 Berkatal: Ortsteile Frankenhain und Frankershausen; Meißner
  - 05658 Wehretal
  - 05659 Ringgau; Weißenborn

- 0566 Bereich Melsungen
  - 05661 Melsungen
  - 05662 Felsberg
  - 05663 Spangenberg
  - 05664 Morschen
  - 05665 Baunatal: Stadtteil Hertingshausen; Edermünde: Ortsteile Grifte, Haldorf und Holzhausen; Guxhagen

- 0567 Bereich Hofgeismar
  - 05671 Hofgeismar
  - 05672 Bad Karlshafen
  - 05673 Immenhausen
  - 05674 Grebenstein
  - 05675 Trendelburg
  - 05676 Liebenau
  - 05677 Calden

- 0568 Bereich Homberg (Efze), Knüllwald
  - 05681 Homberg (Efze)
  - 05682 Borken (Hessen)
  - 05683 Wabern
  - 05684 Frielendorf
  - 05685 Knüllwald
  - 05686 Schwarzenborn

- 0569 Bereich Bad Arolsen
  - 05691 Bad Arolsen
  - 05692 Wolfhagen
  - 05693 Volkmarsen
  - 05694 Diemelstadt
  - 05695 Twistetal; Waldeck: Stadtteil Dehringhausen
  - 05696 Bad Arolsen: Stadtteil Landau

## 057 – Minden und Umgebung
- 0570 Bereich Petershagen, Porta Westfalica
  - 05702 Petershagen: Ortsteil Lahde
  - 05703 Hille
  - 05704 Petershagen: Ortsteil Friedewalde
  - 05705 Petershagen: Ortsteil Windheim
  - 05706 Porta Westfalica: Ortsteil Veltheim
  - 05707 Petershagen

- 0571 Minden, Porta Westfalica: Ortsteile Hausberge, Barkhausen

- 0572 Bereich Stadthagen
  - 05721 Stadthagen
  - 05722 Bückeburg
  - 05723 Bad Nenndorf
  - 05724 Obernkirchen
  - 05725 Lindhorst
  - 05726 Wiedensahl

- 0573 Bereich Bad Oeynhausen
  - 05731 Bad Oeynhausen, Löhne: Ortsteil Gohfeld
  - 05732 Löhne
  - 05733 Vlotho
  - 05734 Bad Oeynhausen: Stadtteil Bergkirchen, Hille: Ortsteil Rothenuffeln

- 0574 Bereich Lübbecke
  - 05741 Lübbecke
  - 05742 Preußisch Oldendorf
  - 05743 Espelkamp: Ortsteil Gestringen
  - 05744 Hüllhorst
  - 05745 Stemwede: Ortsteil Levern
  - 05746 Rödinghausen

- 0575 Bereich Rinteln
  - 05751 Rinteln
  - 05752 Auetal: Ortsteil Hattendorf
  - 05753 Auetal: Ortsteil Bernsen
  - 05754 Extertal: Ortsteil Bremke
  - 05755 Kalletal: Ortsteil Varenholz

- 0576 Bereich Stolzenau
  - 05761 Stolzenau
  - 05763 Uchte
  - 05764 Steyerberg
  - 05765 Raddestorf
  - 05766 Rehburg-Loccum: Stadtteil Loccum
  - 05767 Warmsen
  - 05768 Petershagen: Ortsteil Heimsen
  - 05769 Steyerberg: Ortsteil Voigtei

- 0577 Bereich Rahden
  - 05771 Rahden
  - 05772 Espelkamp
  - 05773 Stemwede: Ortsteil Wehdem
  - 05774 Wagenfeld: Ortsteil Ströhen
  - 05775 Diepenau
  - 05776 Rahden: Stadtteil Preußisch Ströhen
  - 05777 Diepenau: Ortsteil Essern

## 058 – Uelzen und Umgebung
- 0580 —
  - 05802 Wrestedt
  - 05803 Rosche
  - 05804 Rätzlingen
  - 05805 Oetzen
  - 05806 Barum
  - 05807 Altenmedingen
  - 05808 Gerdau

- 0581 Uelzen

- 0582 —
  - 05820 Suhlendorf
  - 05821 Bad Bevensen
  - 05822 Ebstorf
  - 05823 Bienenbüttel
  - 05824 Bad Bodenteich
  - 05825 Wrestedt: Ortsteil Wieren
  - 05826 Eimke, Suderburg
  - 05827 Südheide: Ortsteil Unterlüß
  - 05828 Himbergen
  - 05829 Wriedel

- 0583 —
  - 05831 Wittingen
  - 05832 Hankensbüttel
  - 05833 Brome
  - 05834 Wittingen: Stadtteil Knesebeck
  - 05835 Wahrenholz
  - 05836 Wittingen: Stadtteil Radenbeck
  - 05837 Sprakensehl
  - 05838 Groß Oesingen
  - 05839 Wittingen: Stadtteil Ohrdorf

- 0584 —
  - 05840 Schnackenburg
  - 05841 Lüchow (Wendland)
  - 05842 Schnega
  - 05843 Wustrow (Wendland)
  - 05844 Clenze
  - 05845 Bergen an der Dumme
  - 05846 Gartow
  - 05848 Trebel
  - 05849 Waddeweitz

- 0585 —
  - 05850 Neetze
  - 05851 Dahlenburg
  - 05852 Bleckede
  - 05853 Neu Darchau
  - 05854 Bleckede: Ortsteil Barskamp
  - 05855 Nahrendorf
  - 05857 Bleckede: Ortsteil Brackede
  - 05858 Hitzacker (Elbe): Ortsteil Wietzetze
  - 05859 Thomasburg

- 0586 —
  - 05861 Dannenberg (Elbe); Hitzacker (Elbe): Ortsteil Kähmen
  - 05862 Hitzacker (Elbe)
  - 05863 Zernien
  - 05864 Jameln
  - 05865 Gusborn

- 0587 —
  - 05872 Stoetze
  - 05873 Eimke
  - 05874 Soltendieck
  - 05875 Emmendorf

- 0588 —
  - 05882 Gorleben
  - 05883 Lemgow

## 059 – Lingen (Ems) und Umgebung
- 0590 Bereich Umland Lingen
  - 05901 Fürstenau
  - 05902 Freren, Thuine, Andervenne
  - 05903 Emsbüren
  - 05904 Lengerich, Langen, Gersten
  - 05905 Beesten, Messingen
  - 05906 Lünne; Lingen (Ems): Stadtteil Bramsche
  - 05907 Geeste; Lingen (Ems): Stadtteil Biene
  - 05908 Wietmarschen: Ortsteil Lohne
  - 05909 Wettrup, Handrup

- 0591 Lingen (Ems); Emsbüren: Ortsteile Gleesen, Elbergen; Wietmarschen: Ortsteil Nordlohne

- 0592 Bereich Nordhorn
  - 05921 Nordhorn; Bad Bentheim: Stadtteil Holt und Haar
  - 05922 Bad Bentheim; Isterberg; Quendorf
  - 05923 Schüttorf; Ohne; Samern
  - 05924 Bad Bentheim: Stadtteil Gildehaus
  - 05925 Wietmarschen; Geeste: Ortsteil Dalum; Nordhorn: Stadtteile Hohenkörben, Klausheide (teilw.)
  - 05926 Engden; Nordhorn: Stadtteil Hestrup

- 0593 Bereich Meppen
  - 05931 Meppen
  - 05932 Haren (Ems)
  - 05933 Lathen
  - 05934 Haren (Ems): Stadtteil Rütenbrock
  - 05935 Twist: Ortsteile Hebelermeer und Schöninghsdorf
  - 05936 Twist
  - 05937 Geeste: Ortsteil Groß Hesepe
  - 05939 Sustrum

- 0594 Bereich Neuenhaus (Dinkel)
  - 05941 Neuenhaus; Esche; Lage; Nordhorn: Stadtteil Bimolten; Osterwald
  - 05942 Uelsen; Getelo; Gölenkamp; Halle
  - 05943 Emlichheim; Ringe
  - 05944 Hoogstede
  - 05945 Wilsum
  - 05946 Georgsdorf; Osterwald: Ortsteil Alte Piccardie; Twist: Ortsteil Adorf; Wietmarschen: Ortsteil Füchtenfeld
  - 05947 Laar
  - 05948 Itterbeck; Wielen

- 0595 Bereich Werlte
  - 05951 Werlte
  - 05952 Sögel
  - 05953 Börger
  - 05954 Breddenberg; Lorup
  - 05955 Esterwegen
  - 05956 Rastdorf
  - 05957 Lindern (Oldenburg)

- 0596 Bereich Haselünne
  - 05961 Haselünne
  - 05962 Herzlake
  - 05963 Bawinkel; Lingen: Stadtteil Clusorth-Bramhar
  - 05964 Lähden
  - 05965 Klein Berßen
  - 05966 Meppen: Stadtteil Apeldorn

- 0597 Bereich Rheine
  - 05971 Rheine
  - 05973 Neuenkirchen
  - 05975 Rheine: Stadtteile Elte und Mesum
  - 05976 Salzbergen
  - 05977 Spelle
  - 05978 Hörstel: Ortsteil Dreierwalde